# Geocapromys thoracatus
La jutía de las islas Santanilla (Geocapromys thoracatus) es una especie extinta de roedor que habitaba las islas Santanilla, archipiélago localizado en la parte noroeste del mar Caribe, a unos 250 km de tierra firme de Honduras. Se trataba de un animal de movimientos lentos (similar al desplazamiento pausado de los cuyos domésticos). Probablemente emergía de cuevas y grietas de piedra caliza para forrajear en busca de ramas y hojas pequeñas.
Algunos estudiosos consideran que la jutía de las islas Santanilla pudo haber sido una subespecie de la jutía de Jamaica (Geocapromys brownii), cuyos antepasados arribaron a la isla homónima hace 7000-5000 años. Aún era bastante común a inicios del siglo XX, pero desapareció repentinamente consecuencia del daño devastador del huracán Janet en 1955, en concurrencia con la introducción de gatos a las islas.